# Hong Cha-ok
Hong Cha-Ok (Gyeongsangbuk-do, 10 de março de 1970) é uma ex-mesa-tenista sul-coreana. 

## Carreira
Hong Cha-Ok representou seu país nos Jogos Olímpicos de 1992, na qual conquistou a medalha de bronze em duplas. 